# Sirnach
Sirnach (toponimo tedesco) è un comune svizzero di 7 697 abitanti del Canton Turgovia, nel distretto di Münchwilen.

## Storia
Nel 1824 Sirnach ha inglobato la frazione di Hofen (già comune autonomo poi aggregato a Hofen-Holzmannshaus nel 1812) e nel 1997 i comuni soppressi di Busswil (che a sua volta nel 1812 aveva inglobato il comune soppresso di Littenheid), Horben bei Sirnach e Wiezikon.

## Monumenti e luoghi d'interesse

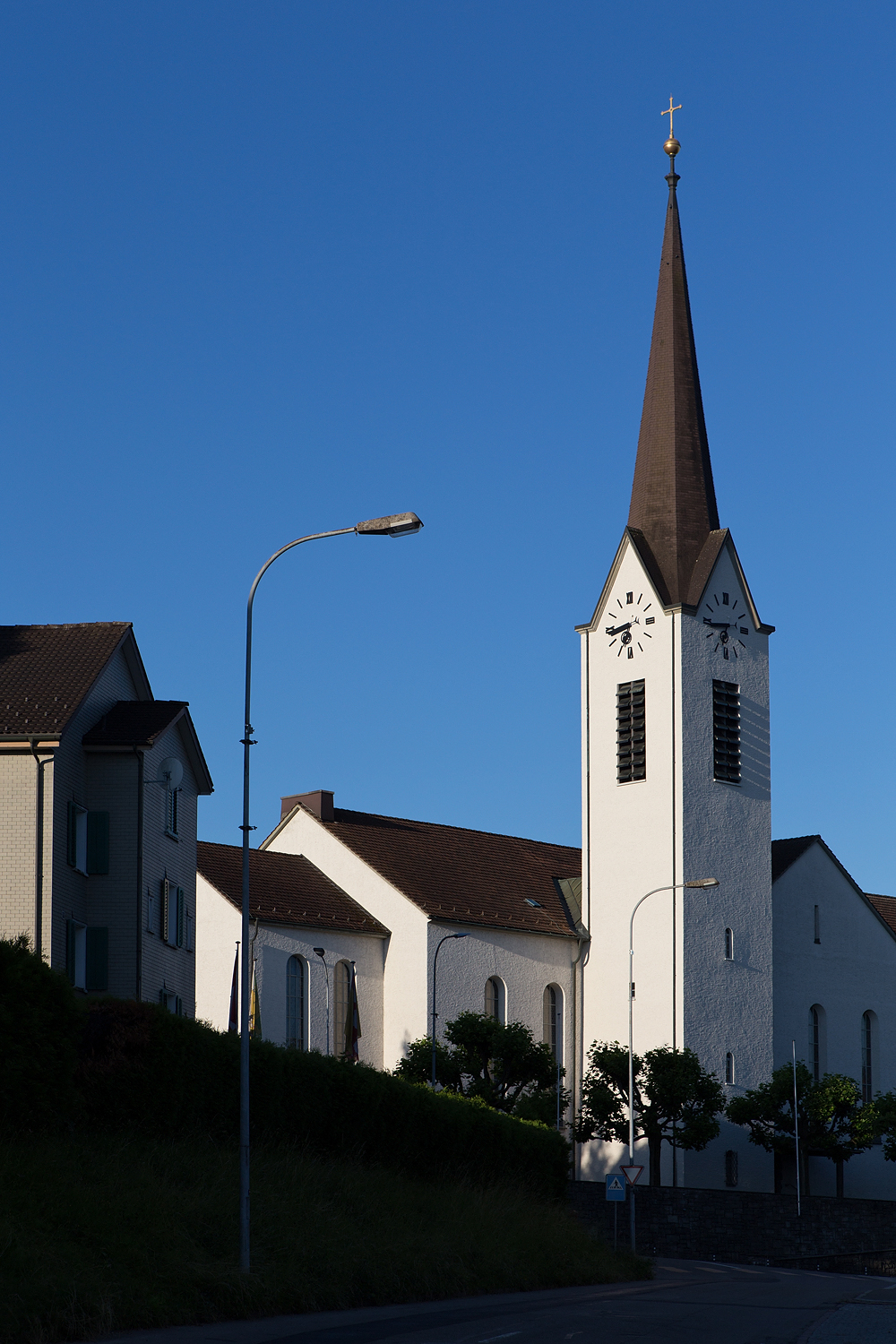
La chiesa cattolica

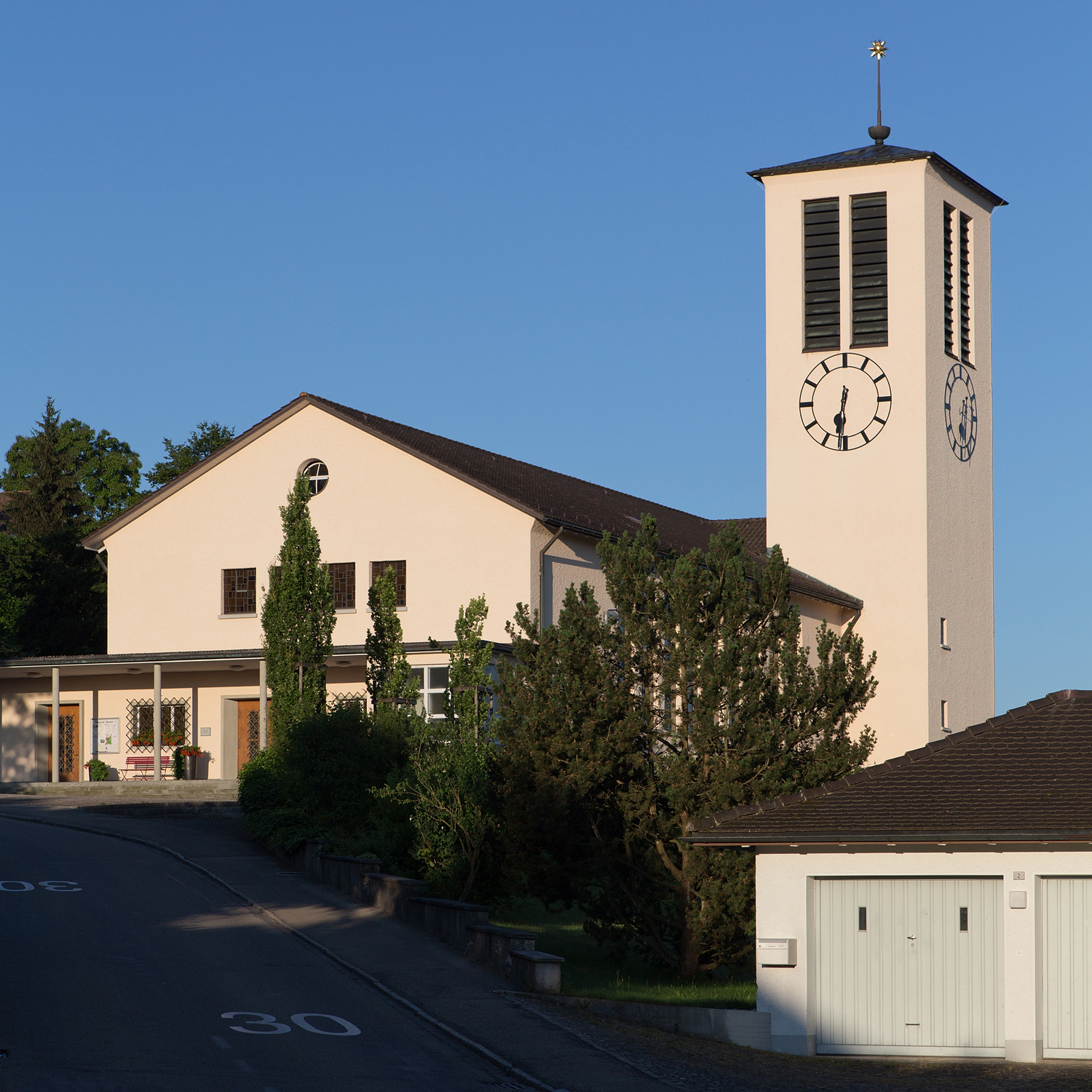
La chiesa riformata

- Chiesa cattolica, paritaria fino al 1934[3];
- Chiesa riformata, eretta nel 1937[3].

## Società

### Evoluzione demografica
L'evoluzione demografica è riportata nella seguente tabella (dal 2000 con Busswil, Horben bei Sirnach e Wiezikon):
Abitanti censiti

## Geografia antropica

### Frazioni
- Busswil[5]
  - Hub
  - Weid
- Hofen[1]
- Horben bei Sirnach[6]
- Littenheid[2]
  - Stöklihalde
  - Talhof
  - Waldegg
  - Weiherhof
- Wiezikon[7]
  - Rütibach
  - Weiherhof

## Amministrazione
Ogni famiglia originaria del luogo fa parte del cosiddetto comune patriziale e ha la responsabilità della manutenzione di ogni bene ricadente all'interno dei confini del comune.

## Infrastrutture e trasporti
Sirnach è servita dall'omonima stazione sulla ferrovia San Gallo-Winterthur.